# Dunk
En dunk är en bärbar tank för till exempel vatten eller bränsle. För att en dunk ska vara just en dunk och inget annat så måste handtaget och behållaren vara av samma material och sammansvetsade eller gjutna/pressade i samma stycke.[källa behövs] De vanligaste dunkarna tillverkas i två halvor som sedan sammanfogas.

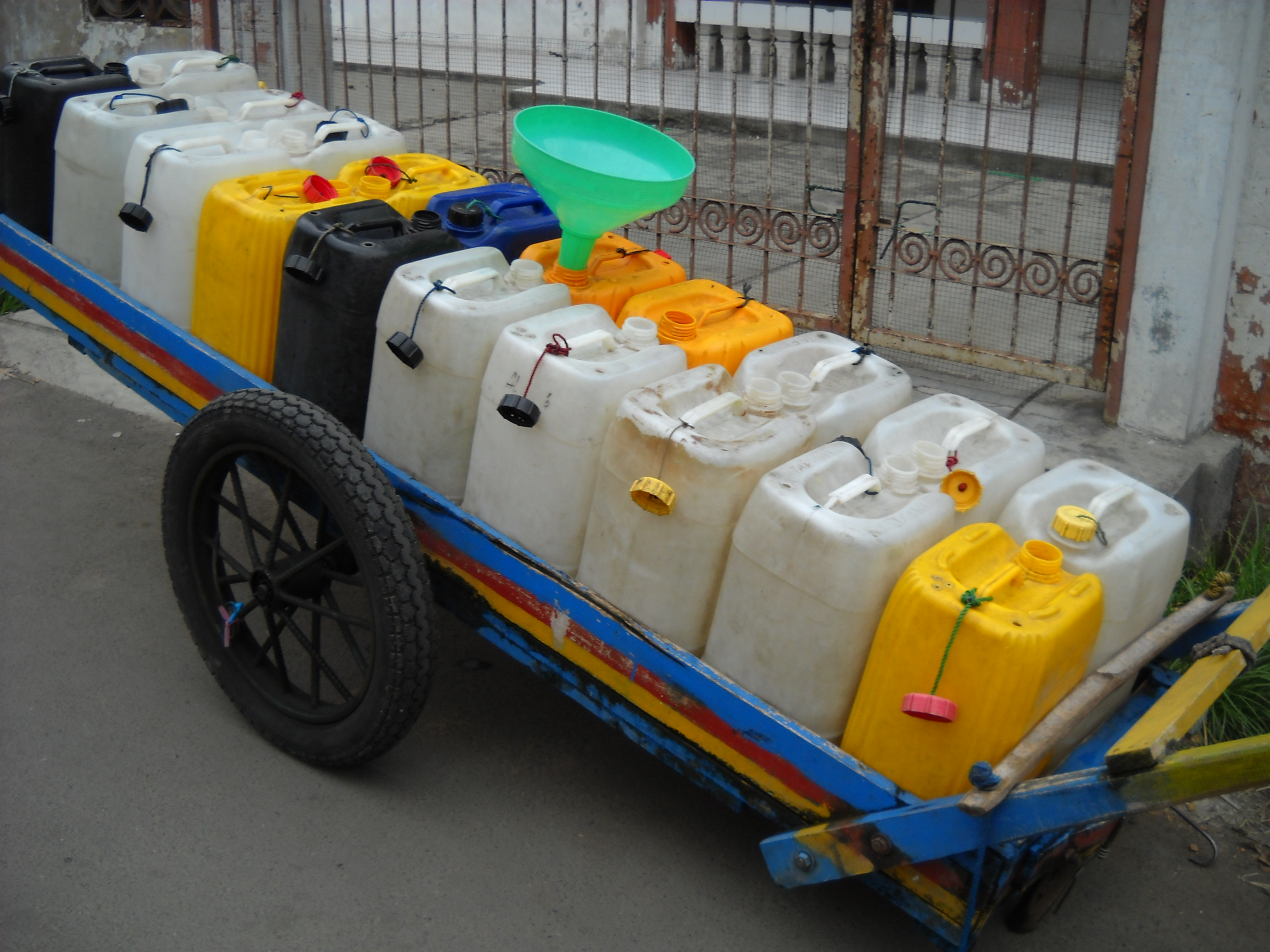
Dunkar
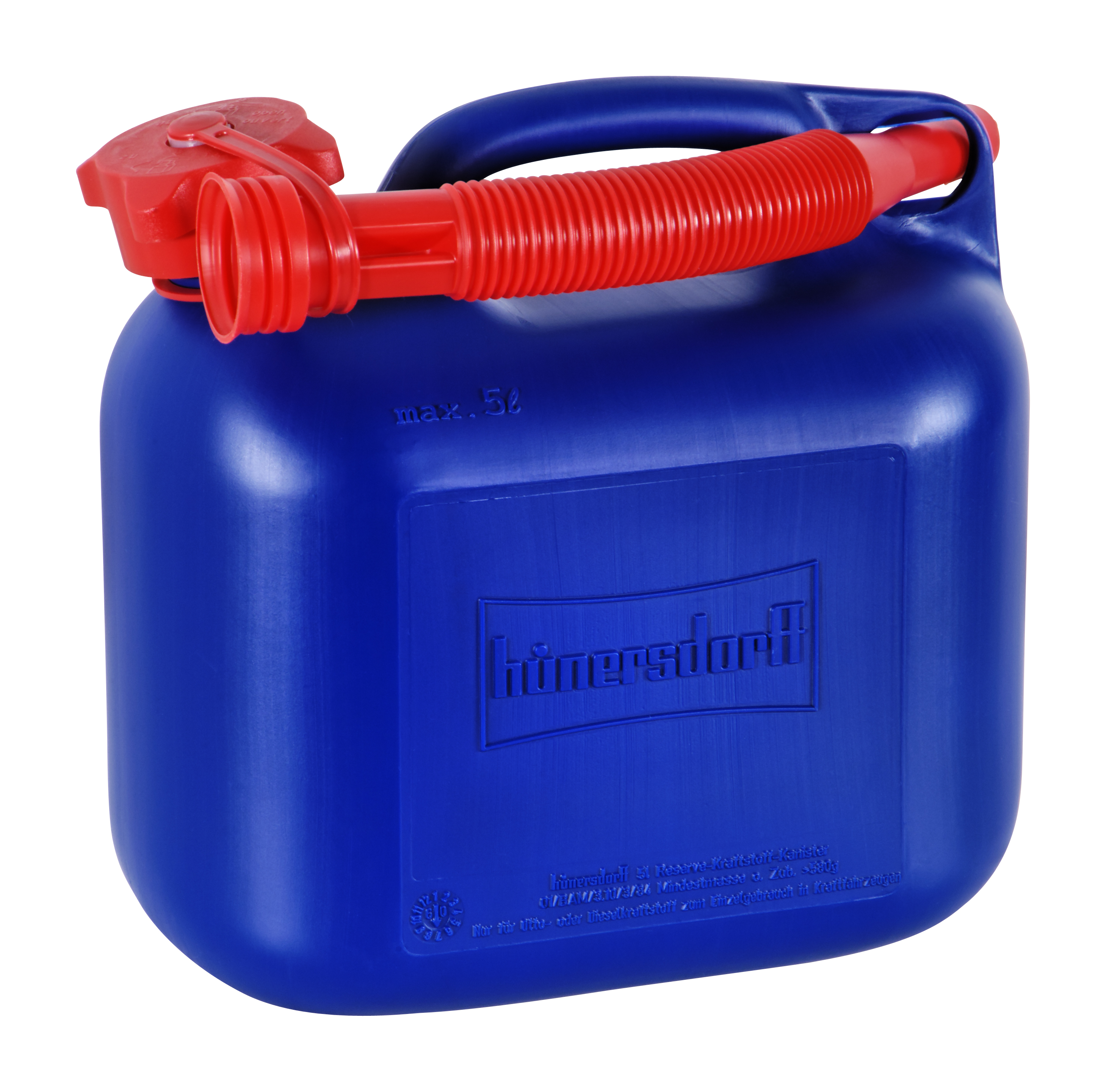
Bensindunk
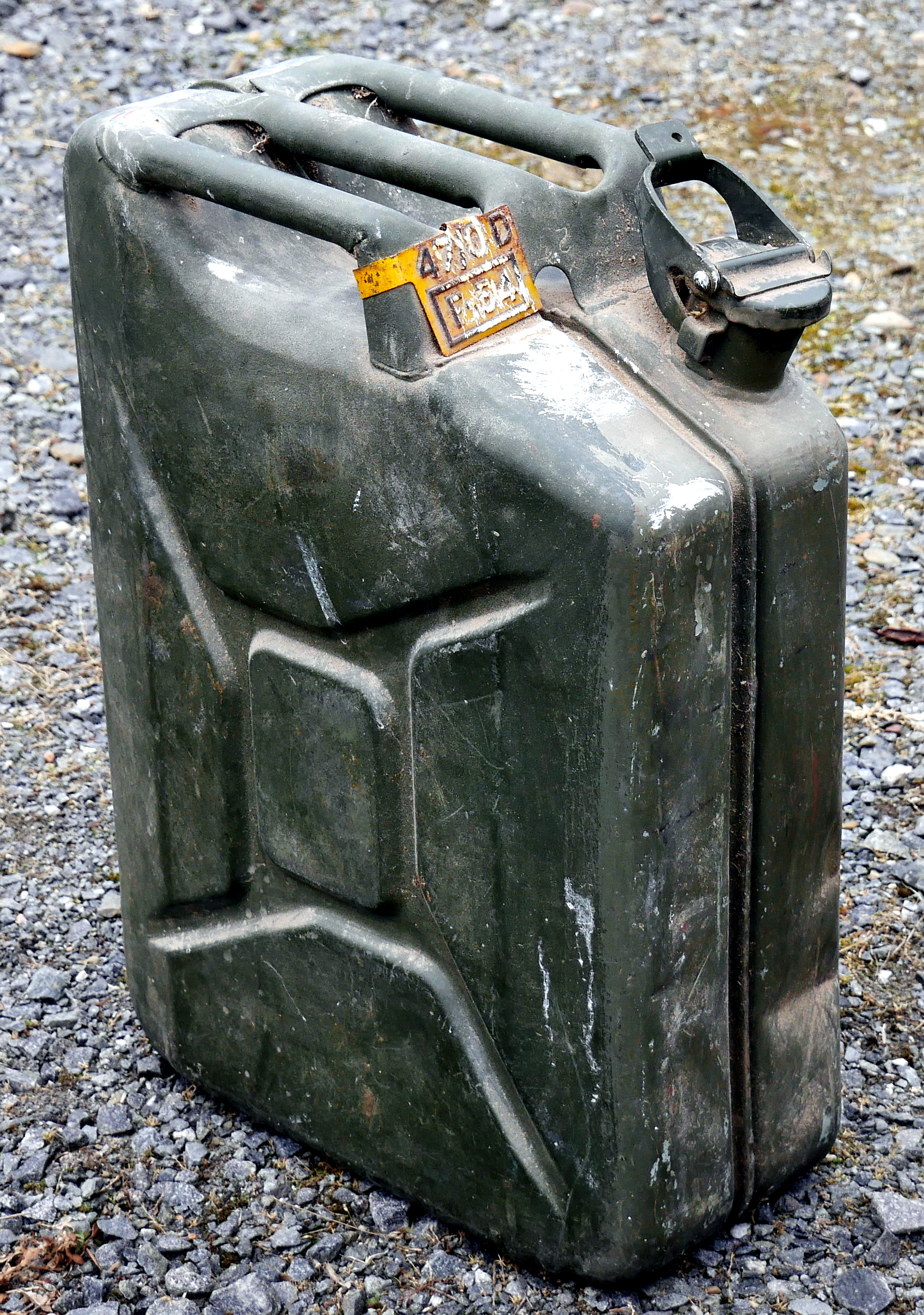
Jeepdunk/Jerrykanna